# イースト (バンド)
イースト（East）は、1975年に結成されたハンガリーのプログレッシブ・ロック・バンドである。1994年解散。2012年6月8日、ペーチのコダリー・センターで大規模なコンサートが行われ、1994年の最後のコンサートと同様に、バンドの2つの著名な時代のメンバーたちが演奏を行った。この模様は後にDVDで『Messze a Felhőkkel』としてリリースされた。2013年3月4日にセゲド国立劇場で、3月12日には芸術宮殿でコンサートが開催された。2014年4月25日、MR2シンフォニー+とともにパレス・オブ・アーツでシンフォニー公演が行われた。それ以来、バンドのクラシックな最後のラインナップが一緒に活動している。

## メンバー
※ハンガリーの人名は姓名の順で表記

### 最終ラインナップ
- モチャン・ペテル (Móczán Péter) – ベース (1975年–1994年)
- パルヴォルギ・ゲザ (Pálvölgyi Géza) – キーボード (1980年–1984年、1987年–1994年)
- Dorozsmai Péter – ドラム (1985年–1994年)
- Takáts Tamás – ボーカル (1986年–1994年)

### クラシック・ラインナップ
- モチャン・ペテル (Móczán Péter) – ベース (1975年–1994年)
- ヴァルガ・ヤノシ (Varga János) – ギター (1975年–1986年)
- キラリ・イストヴァン (Király István) – ドラム (1975年–1984年)
- パルヴォルギ・ゲザ (Pálvölgyi Géza) – キーボード (1980年–1984年、1987年–1994年)
- ザレチュキ・ミクロス (Zareczky Miklós) – ボーカル (1980年–1983年)

### 創設メンバー
- モチャン・ペテル (Móczán Péter) – ベース (1975年–1994年)
- ヴァルガ・ヤノシ (Varga János) – ギター (1975年–1986年)
- キラリ・イストヴァン (Király István) – ドラム (1975年–1984年)
- Szakcsi Lakatos Béla – キーボード (1975年–1976年)

### 追加メンバー
- Csík Gusztáv – キーボード (1976年–1977年)
- Császár Ferenc – キーボード (1977年–1979年)
- Balina Gyula – キーボード (1980年)
- Tisza József – ボーカル (1983年–1985年)
- Németh István – キーボード (1984年–1985年)
- Oláh Ali – キーボード (1985年–1986年)
- Homonyik Sándor – ボーカル (1985年–1986年)

### ゲスト参加者
- Deseő Csaba – ヴァイオリン
- Németh János – サクソフォーン
- Fogarassy János – オルガン
- Füsti Balogh Gábor – キーボード
- Regős István – キーボード
- Lakatos Antal – サクソフォーン
- Babos Gyula – ギター
- Mohai Tamás – ギター
- Karácsony János – ギター
- Muck Ferenc – サクソフォーン
- Mákó Miklós – トランペット
- Tátrai Tibor – ギター

## ディスコグラフィ

### アルバム
- 『蒼い楽園』 - Játékok (1981年、Star)
- 『フェイス』 - Hűség (1982年、Star)
- Rések A Falon (1983年、Star)
- Az Áldozat (Szodoma) Balettzene = The Victim (Sodom) (1984年、Krém)
- 1986 (1986年、Star)
- A Szerelem Sivataga (1988年、Ring)
- Taking The Wheel (1992年、Blue Martin)
- Radio Babel (1994年、3T)
- Live - Két Arc (1995年、Polygram/3T)
- Csepel Felett Az Ég (2012年、Grund)
- Symphonic (2015年、EPS Produkciós Iroda)
- Messze A Felhőkkel (2015年、Tom-Tom)